# Christoph Banken
Christoph Banken (* 1966) ist ein deutscher Synchronsprecher und Schauspieler.

## Leben
Banken begann Anfang der 1980er Jahre mit ersten Synchronsprecherarbeiten. Er trat bisher weniger als Standardsprecher eines Schauspielers in Erscheinung, sprach aber Rupert Friend, Callan Mulvey, Damian O’Hare oder Dallas Roberts bereits in zwei Spielfilmen. Außerdem sprach er schon die Schauspieler Sam Rockwell und LeVar Burton. Er sprach verschiedene Charaktere in den Fernsehserien Star Trek: Raumschiff Voyager oder Scrubs – Die Anfänger sowie in dem Film Star Trek.
Er lieh diversen Zeichentrickfiguren speziell in Animes seine Stimme. So war seine Stimme wiederholt in verschiedenen Detektiv Conan–Kinofilmen zu hören. Er sprach Nebencharaktere in der erfolgreichen Zeichentrickserie SpongeBob Schwammkopf und lieh seine Stimme Animationsfilm-Charakteren wie in Die Olsenbande in feiner Gesellschaft.
1997 trat er als Schauspieler in einer Episode der Fernsehserie Ein Mord für Quandt in Erscheinung.

## Synchronsprecher (Auswahl)

### Filme
- 2009: Samm Levine in Inglourious Basterds als Pfc. Gerold Hirschberg
- 2009: Alex Descas in Ruhelos als Thomas
- 2010: Nathan Bell in Takers – The Final Job als Cop in a Hole
- 2011: Damian O’Hare in Pirates of the Caribbean – Fremde Gezeiten als Lt. Gillette
- 2012: Peter Salett in Wanderlust – Der Trip ihres Lebens als Manfreddie
- 2013: Sebastian Hülk in Hänsel und Gretel: Hexenjäger als Deputy
- 2014: Jason Flemyng in Stonehearst Asylum – Diese Mauern wirst du nie verlassen als Swanwick
- 2015: Joey Oglesby in The Walking Deceased – Die Nacht der lebenden Idioten als Chicago
- 2016: Jim Parrack in Suicide Squad als Jonny Frost
- 2017: Chris Zylka in Novitiate als Chuck Harris
- 2018: Peter Berg in Mile 22 als Lucas
- 2018: Byron Mann in Skyscraper als Inspektor Wu
- 2018: Rupert Friend in Van Gogh – An der Schwelle zur Ewigkeit als Theo Van Gogh
- 2019: Tristan D. Lalla in Long Shot – Unwahrscheinlich, aber nicht unmöglich als Agent M
- 2019: Rostislav Gulbis in Coma als Gnom
- 2020: Richard Brake in The Rhythm Section – Zeit der Rache als Lehmans

### Serien
- 1999:–2001: Tom Eastwood; Nigel Pegram in Unten am Fluss als Unteroffizier Moss
- 2008–2011: Callan Mulvey in Rush als Brendan „Josh“ Joshua
- 2010–2013: Adam Baldwin in Transformers: Prime als Breakdown
- 2010–2015: Jeremy Swift in Downton Abbey als Spratt
- 2010–2022: Austin Amelio in The Walking Dead als Dwight
- 2011–2017: Gideon Emery in Teen Wolf als Deucalion
- 2013–2016: Kevin Christy in Masters of Sex als Lester Linden
- 2013–2019: Michael Chernus in Orange Is the New Black als Cal Chapman
- 2013–2020: Austin Nichols in Ray Donovan als Tommy Wheeler
- 2016–2019: Bob Golding in Noddy, der kleine Detektiv als Starko
- 2018: Michael Adamthwaite in Ninjago als Luke Cunningham
- 2019–2023: Simon J. Berger in Exit als Adam Veile
- 2022–2024: Nobutoshi Canna in Sonic Prime als Knuckles the Echidna

### Videospiele
- 2007: Company of Heroes: Opposing Fronts
- 2011: Batman: Arkham City als Jervis Tetch / Mad Hatter
- 2012: Far Cry 3 als Hurk Drubman Jr.
- 2013: Crysis 3 als Cell 5
- 2013: Far Cry 3: Blood Dragon als Dr. Carlyle
- 2013: Batman: Arkham Origins als Jervis Tetch / Mad Hatter
- 2014: Far Cry 4 als Hurk Drubman Jr.
- 2015: Batman: Arkham Knight als Lazlo Valentin / Professor Pyg
- 2018: Far Cry 5 als Hurk Drubman Jr.
- 2019: Far Cry New Dawn als Hurk Drubman Jr.
- 2020: Assassin’s Creed Valhalla als Cynebert
- 2022: Gotham Knights als Lucius Fox
- 2022: Mario + Rabbids Sparks of Hope als Rabbid-Mario[2]
- 2025: Assassin’s Creed Shadows, als Fujita Joro

### Sonstiges
- 2003–2010: Teenage Mutant Ninja Turtles (Zeichentrickserie)
- 2007: Der kleine König Macius – Der Film (Zeichentrickfilm)
- 2010: Die Olsenbande in feiner Gesellschaft (Animationsfilm)

## Schauspieler (Auswahl)
- 1997: Ein Mord für Quandt (Fernsehserie, Episode 1x02)